# Branche à Jerry
Pour les articles homonymes, voir Jerry.
La branche à Jerry est un affluent de la rivière Baker (Nouveau-Brunswick), coulant au Canada au :
- Québec : dans le Bas-Saint-Laurent, dans le Témiscouata, dans les municipalités de Saint-Eusèbe, Packington et de Saint-Jean-de-la-Lande ; et au
- Nouveau-Brunswick (partie Nord-Ouest) : le comté de Madawaska, municipalité de Baker-Brook.

## Géographie
Ce ruisseau prend sa source à la confluence de la rivière du Six et le ruisseau Rocheux, dans la municipalité de Saint-Eusèbe. Cette source est située à :
- 16,4 km au Nord-Ouest de la frontière entre le Québec et le Nouveau-Brunswick ;
- 6,5 km au Nord-Ouest de la pointe Nord du Lac Méruimticook lequel chevauche la frontière entre le Québec et le Nouveau-Brunswick ;
- 5,3 km au Sud-Est du centre du village de Saint-Eusèbe.

À partir de sa source, la « Branche à Jerry » coule sur 26,4 km :
- 0,4 km vers le Sud-Est, en passant à l’Ouest du Lac Côté, jusqu'à la limite de la municipalité de Packington ;
- 5,1 km vers le Sud-Est, en passant au Nord-Est du Lac du Dos de Cheval, jusqu’au ruisseau à l’Eau Noire (venant de l’Ouest) ;
- 3,7 km vers le Sud-Est en coupant la route du Lac-Jerry, jusqu’à la rive Nord-Ouest du Lac Méruimticook ;
- 4,2 km vers le Sud-Est, en traversant la partie Nord-Ouest du Lac Méruimticook, jusqu’à la limite de la municipalité de Saint-Jean-de-la-Lande ;
- 2,5 km vers le Sud-Est dans Saint-Jean-de-la-Lande, en traversant la partie Sud-Est du Lac Méruimticook, jusqu’à l’embouchure du lac ;
- 3,5 km vers le Sud-Est, jusqu’à la route du Lac-Baker ;
- 4,3 km vers le Sud-Est jusqu'à la frontière entre le Québec et le Nouveau-Brunswick ;
- 2,7 km vers le Sud-Est, jusqu’à sa confluence[1].

La « Branche à Jerry » se déverse sur la rive Nord-Est de la rivière Baker (Nouveau-Brunswick), dans le Comté de Madawaska.
À partir de la confluence la « Branche à Jerry », la rivière Baker (Nouveau-Brunswick) coule vers le Sud-Est, jusqu’à la rive Nord du fleuve Saint-Jean. Ce dernier traverse le Nouveau-Brunswick vers le Sud-Est jusqu’à la rive Nord de la Baie de Fundy, laquelle s’ouvre au Sud-Ouest dans l’Océan Atlantique.
La confluence de la « Branche à Jerry » est située à :-
- 1,5 km au Nord d’une petite baie du Lac Baker (Nouveau-Brunswick) lequel chevauche la frontière du Québec et du Nouveau-Brunswick ;
- 14,4 km au Nord-Ouest de la confluence de la rivière Baker (Nouveau-Brunswick) laquelle se déverse dans la municipalité de Baker-Brook ;
- 1,6 km au Sud de la frontière entre le Québec et le Nouveau-Brunswick.

## Toponymie
L’origine des toponymes « Branche à Jerry », « lac à Jerry » et la « route du Lac-Jerry » sont associés.
Le toponyme « Branche à Jerry » a été officialisé le 6 juin 1973 à la Commission de toponymie du Québec.